# Charles Boyer
Charles Boyer (Figeac, 28 augustus 1899 – Phoenix, 26 augustus 1978) was een Frans acteur die in meer dan tachtig films speelde. Hij begon in Franse toneelstukken en films in de jaren twintig, maar zijn internationale doorbraak volgde met zijn Hollywoodfilms in de jaren dertig. Boyer had het imago van de typische Franse minnaar.

## Leven en werk
Boyer werd geboren als zoon van de koopman Maurice Boyer en Augustine Louise Durand. Toen hij tien was stierf zijn vader aan een hartaanval. Vanaf zijn elfde ontdekte Boyer het theater en de film. Tijdens de Eerste Wereldoorlog bracht hij sketches voor soldaten terwijl hij in een hospitaal werkte. Hij studeerde korte tijd aan de Sorbonne en vertoefde zo veel mogelijk in het theatermilieu. Daarna volgde hij acteerlessen aan het Conservatorium van Parijs. Hij sprak Frans, Engels, Italiaans, Duits en Spaans.
In 1920 kreeg hij zijn eerste rollen in het theater en de stomme film. In de daaropvolgende jaren speelde hij vaak de rol van minnaar en werd hij geliefd in Frankrijk. In 1928 speelt hij de held in de avonturenfilm Le Capitaine Fracasse waarin de Nederlandse Lien Deyers de andere hoofdrol had. Boyer trok in 1929 naar Hollywood, waar hij een contract tekende bij MGM. In het begin speelde hij kleine rolletjes, bijvoorbeeld de Franse chauffeur in Red-Headed Woman (1932) met Jean Harlow. Dankzij zijn lage stem en zijn charmante uiterlijk werd hij steeds vaker gevraagd als de "French lover". Zijn eerste hoofdrol was in Caravan (1934), een romantische musical met Loretta Young waarvan ook een Franstalige versie werd uitgebracht.
In 1934 trouwde Boyer met de Britse actrice Pat Paterson. Het zou een lang en gelukkig huwelijk worden. Eerst woonden ze in Hollywood, later verhuisden ze naar Paradise Valley, Arizona.
De Franse film Mayerling (1936) was een internationaal succes. De film die echt een Hollywoodster van hem maakte, was The Garden of Allah (1936). De volgende jaren speelde hij in romantische films naast actrices als Marlene Dietrich, Greta Garbo en Irene Dunne. In Algiers (1938), de Amerikaanse remake van Pépé le Moko, schitterde hij naast Sigrid Gurie en Hedy Lamarr. Het tekenfilmfiguurtje Pepé le Pew is een parodie op Boyers personage in deze film.

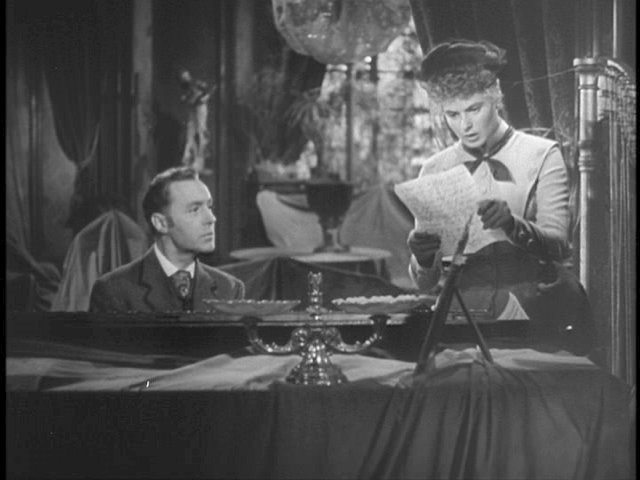
Charles Boyer en Ingrid Bergman in Gaslight (1944)

Tijdens de Tweede Wereldoorlog ging hij even bij het Franse leger en was hij actief betrokken bij het Franse verzet, maar al snel keerde hij terug naar Hollywood. Hij speelde in romantische films als All This, and Heaven Too (1940) met Bette Davis en Hold Back the Dawn (1941) met Olivia de Havilland en Paulette Goddard. In 1942 verwierf hij de Amerikaanse nationaliteit. Een jaar later werd zijn enige kind Michael Charles Boyer geboren. In Gaslight (1944) speelde Boyer naast Ingrid Bergman een van zijn bekendste rollen: de mysterieuze echtgenoot Gregory Anton. In 1948 werd hij onderscheiden met een benoeming tot Ridder in het Franse Legioen van Eer.
In de jaren vijftig speelde hij weer enkele hoofdrollen in Franse films, waaronder Madame de... (1953). In de Verenigde Staten speelde hij kleinere rollen in films als Around the World in Eighty Days (1956), naast werk voor radio en televisie. Zo speelde hij een gastrol in I Love Lucy. Ook als acteur in Broadwaymusicals oogstte hij succes. In 1951 won hij de Special Tony Award voor zijn rol in Don Juan in Hell.
Na 1960 speelde hij oudere, soms komische rollen in films als Fanny (1961), How to Steal a Million (1966), Casino Royale (1967) en Barefoot in the Park (1967). Een persoonlijke tragedie overkwam hem in 1965 toen een partijtje Russische roulette fataal afliep voor zijn zoon Michael. Hij bleef echter actief, en maakte in 1966 een lp met bekende liefdesliedjes.
Boyer werd viermaal genomineerd voor een Oscar, maar won er geen. Hij heeft twee sterren op de Hollywood Walk of Fame.
Hij bleef acteren tot twee jaar voor zijn dood. Op 26 augustus 1978, twee dagen nadat zijn vrouw overleed ten gevolge van een hersentumor, beroofde Boyer zichzelf van het leven met een overdosis slaappillen, twee dagen voor zijn 79e verjaardag. Hij overleed in het ziekenhuis in Phoenix en werd naast vele andere filmsterren begraven in het Holy Cross Cemetary in Culver City, Californië.

## Filmografie

### Film
- 1920 - L'Homme du large (Marcel L'Herbier)
- 1921 - Chantelouve
- 1922 - Le Grillon du foyer
- 1922 - Esclave (kortfilm)
- 1928 - La Ronde infernale
- 1929 - Le Capitaine Fracasse
- 1930 - Le Procès de Mary Dugan
- 1931 - La Barcarolle d'amour
- 1931 - Révolte dans la prison
- 1931 - The Magnificent Lie
- 1932 - Tumultes (Robert Siodmak)
- 1932 - The Man from Yesterday
- 1932 - Red-Headed Woman (Jack Conway)
- 1933 - La Bataille
- 1933 - L'Épervier (Marcel L'Herbier)
- 1933 - I.F.1 ne répond plus
- 1933 - Moi et l'empératrice
- 1934 - Liliom (Fritz Lang)
- 1934 - The Battle
- 1934 - The Only Girl
- 1934 - Caravan
- 1934 - Caravane
- 1934 - Le Bonheur (Marcel L'Herbier)
- 1935 - Private Worlds (Gregory La Cava)
- 1935 - Break of Hearts
- 1935 - Shanghai
- 1936 - I Loved a Soldier (Henry Hathaway) (onvoltooide film)
- 1936 - Mayerling (Anatole Litvak)
- 1936 - The Garden of Allah (Richard Boleslawski)
- 1937 - History Is Made at Night (Frank Borzage)
- 1937 - Conquest (Clarence Brown)
- 1937 - Tovarich (Anatole Litvak)
- 1938 - Orage (Marc Allégret)
- 1938 - Algiers (John Cromwell)
- 1939 - Le Corsaire (Marc Allégret) (onvoltooide film)
- 1939 - Love Affair (Leo McCarey)
- 1939 - When Tomorrow Comes (John M. Stahl)
- 1940 - All This, and Heaven Too (Anatole Litvak)
- 1941 - Back Street (Robert Stevenson)
- 1941 - Hold Back the Dawn (Mitchell Leisen)

- 1941 - Appointment for Love
- 1942 - Tales of Manhattan (Julien Duvivier)
- 1943 - The Constant Nymph (Edmund Goulding)
- 1943 - Flesh and Fantasy (Julien Duvivier)
- 1944 - Gaslight (George Cukor)
- 1944 - Together Again (Charles Vidor)
- 1945 - Confidential Agent (Herman Shumlin)
- 1946 - La Bataille du rail (René Clément) (verteller)
- 1946 - Cluny Brown (Ernst Lubitsch)
- 1948 - A Woman's Vengeance (Zoltan Korda)
- 1948 - Arch of Triumph (Lewis Milestone)
- 1951 - The 13th Letter (Otto Preminger)
- 1951 - The First Legion (Douglas Sirk)
- 1952 - The Happy Time (Richard Fleischer)
- 1951 - Thunder in the East (Charles Vidor)
- 1953 - Madame de... (Max Ophüls)
- 1955 - The Cobweb (Vincente Minnelli)
- 1955 - Nana (Christian-Jaque)
- 1956 - La fortuna di essere donna (Alessandro Blasetti)
- 1956 - Around the World in Eighty Days (Michael Anderson)
- 1956 - Paris, Palace Hotel (Henri Verneuil)
- 1957 - Une Parisienne (Michel Boisrond)
- 1958 - Maxime (Henri Verneuil)
- 1958 - The Buccaneer (Anthony Quinn)
- 1961 - Fanny (Joshua Logan)
- 1962 - Les Démons de minuit (Marc Allégret)
- 1962 - The Four Horsemen of the Apocalypse (Vincente Minnelli)
- 1962 - Julia, Du bist zauberhaft
- 1963 - Love Is a Ball
- 1965 - A Very Special Favor (Michael Gordon)
- 1966 - How to Steal a Million (William Wyler)
- 1966 - Is Paris Burning? (René Clément)
- 1967 - Casino Royale (o.a. John Huston)
- 1967 - Barefoot in the Park (Gene Saks)
- 1968 - Hot Line
- 1969 - The April Fools (Stuart Rosenberg)
- 1969 - The Madwoman of Chaillot  (Bryan Forbes)
- 1973 - Lost Horizon (Charles Jarrott)
- 1974 - Stavisky (Alain Resnais)
- 1976 - A Matter of Time (Vincente Minnelli)

### Televisie
- Four Star Playhouse (29 afleveringen, 1952-1956)
- Charles Boyer Theater (1953)
- The Jackie Gleason Show (1 aflevering, 1953)
- Toast of the Town (1 aflevering, 1953)
- I Love Lucy (1 aflevering, 1956)
- Climax! (1 aflevering, 1956)
- Hallmark Hall of Fame (1 aflevering, 1957)
- Playhouse 90 (1 aflevering, 1957)
- A Private Little Party for a Few Chums (1957)
- Goodyear Theatre (1957-1958)
- Alcoa Theatre (3 afleveringen, 1957-1958)
- What's My Line? (4 afleveringen, 1957-1963)
- The Dinah Shore Chevy Show (1 aflevering, 1960)
- The Dick Powell Show (4 afleveringen, 1962-1963)
- A Golden Prison: The Louvre (1964)
- The Rogues (8 afleveringen, 1964-1965)
- The Bell Telephone Hour (1 aflevering, 1966)
- The Name of the Game (1 aflevering, 1969)
- Film '72 (1 aflevering, 1976)

- Bibsys: 7080387
- Biblioteca Nacional de España: XX1081732
- Bibliothèque nationale de France: cb13511934p (data)
- Catàleg d'autoritats de noms i títols de Catalunya: 981058515279806706
- Gemeinsame Normdatei: 116300485
- International Standard Name Identifier: 0000 0001 1761 535X
- Library of Congress Control Number: n82080240
- MusicBrainz: 6a38a124-7d48-4e2e-9f45-31ac1ce3f99f
- Nationale Bibliotheek van Tsjechië: ola2002153898
- Nationale Bibliotheek van Israël: 987007279286005171
- Nederlandse Thesaurus van Auteursnamen: 111793106
- Istituto Centrale per il Catalogo Unico: UBOV645704
- SNAC: w66m3mn0
- Système universitaire de documentation: 050386085
- Trove: 1190377
- Virtual International Authority File: 46916598
- WorldCat: E39PBJkxKjvM9fMJMKG4PmwjYP